# خوان كارلوس لوستاو
خوان كارلوس لوستاو (بالإسبانية: Juan Carlos Loustau) (ولد في 13 يوليو 1947) هو حكم أرجنتيني سابق لكرة القدم. أشرف على ثلاث مباريات في كأس العالم 1990 بإيطاليا. حكم مباراة ألمانيا ضد هولندا حيث طرد الألماني رودي فولر والهولندي فرانك ريكارد بعد حادث قبيح حيث بصق ريكارد في فولر. وكان أيضًا حكم المباراة التي لا تنسى في تصفيات كأس العالم 1990 لكرة القدم للولايات المتحدة ضد ترينيداد وتوباجو والماركانازو. ابنه باتريشيو هو الآن حكم كرة قدم محترف.

## روابط خارجية
- خوان كارلوس لوستاو على موقع Soccerway.com (الإنجليزية)